# Smuolejaure
Smuolejaure är en sjö i Arjeplogs kommun i Lappland och ingår i Skellefteälvens huvudavrinningsområde. Sjön har en area på 0,957 kvadratkilometer och ligger 707,2 meter över havet. Sjön avvattnas av vattendraget Ruonekjåkkå.

## Delavrinningsområde
Smuolejaure ingår i det delavrinningsområde (738344-150479) som SMHI kallar för Utloppet av Smuolejaure. Medelhöjden är 894 meter över havet och ytan är 9,83 kvadratkilometer. Räknas de 2 avrinningsområdena uppströms in blir den ackumulerade arean 160,51 kvadratkilometer. Ruonekjåkkå som avvattnar avrinningsområdet har biflödesordning 2, vilket innebär att vattnet flödar genom totalt 2 vattendrag innan det når havet efter 377 kilometer. Avrinningsområdet består mestadels av kalfjäll (80 procent). Avrinningsområdet har 0,95 kvadratkilometer vattenytor vilket ger det en sjöprocent på 9,7 procent.